# ゲンティン・グループ
ゲンティン・グループは、1965年に林梧桐が設立したゲンティン社（Genting Berhad）を実質的な親会社とする企業グループ。カジノ、テーマパーク、ホテル、クルーズラインなどエンターテイメント及びホスピタリティが主事業。

## グループ構造
ゲンティン社が実質の親会社で、投資や関連企業マネージメントを行っている。マレーシア証券取引所に上場している。
- ゲンティン・シンガポール（Genting Singapore PLC） – 52.8%をゲンティン社が保有。シンガポールのセントーサ島において、リゾート・ワールド・セントーサを運営する。
- ゲンティン・マレーシア（Genting Malaysia Berhad） – 49.3%をゲンティン社が保有。マレーシア、イギリス、アメリカにある約40のカジノやホテル・テーマパークを運営している。マレーシア証券取引所に上場している。
- ゲンティン香港（Genting Hong Kong Limited） – 17.8%をゲンティン社が保有。以前はクルーズ会社のスタークルーズ（Star Cruises Limited）として知られていたが、現在はクルーズラインを複数、造船業、リゾートワールド・マニラなどを運営する企業。香港とシンガポールの証券取引所に上場している[1]。
- ゲンティン・プランテーションズ（Genting Plantations Berhad） – 51.9%をゲンティン社が保有。
- キェン・ファット・リアルティ（Kien Huat Realty） – 創業者である林梧桐が設立した企業。不動産開発、投資事業を手掛ける。ゲンティン社（Genting Berhad）の39%の株式を保有している[2]。